# DeNesha Stallworth
DeNesha Stallworth (San Francisco, 5 maggio 1992) è un'ex cestista statunitense, professionista in Europa.

## Carriera
È stata selezionata dalle Connecticut Sun al terzo giro del Draft WNBA 2014 con la 25ª chiamata assoluta.